# أحداث مولاي بوعزة
أحداث مولاي بوعزة هي عبارة عن مجموعة أحداث مسلحة وقعت في الأطلس المتوسط في المغرب سنة 1973 بغرض ثوري. كان العقل المدبر لهذه الأعمال هو التنظيم السري لحزب الاتحاد الوطني للقوات الشعبية.

## السياق التاريخي
في حالة السخط التي كان يعيشها مغرب السبعينيات، وبعد فشل محاولتين انقلابيتين، كان الخيار الثوري والنضال المسلح من بين الخيارات المتبناة عند بعض الفئات اليسارية المغربية. من بين المؤمنين بهذا الفكر من التقوا حول مشروع واحد، ألا وهو مواجهة نظام الحسن الثاني بالسلاح. من بين من التقت أفكارهم نخص بالذكر محمد البصري، ومحمد بنونة، وعمر دهكون.

## تسلسل الأحداث
كان من المقرر أن تقوم مجموعة من المسلحين متفرفين في عدة أنحاء من الأطلس المتوسط  بهجمات متزامنة يوم عيد العرش 3 مارس 1973. بسبب خطأ في التنسيق  قامت فقط مجموعة واحدة بقيادة إبراهيم النمري (الملقب بالتيزنيتي) بهجوم على مولاي بوعزة بينما كانت المجموعات الأخرى قد أجلت هجوماتها لمدة أسبوع. سميت الأحداث إذا بأحداث مولاي بوعزة نظرًا لكون أول هجوم قد وقع في تلك المنطقة.
بعد الهجوم الأول علمت قوات الأمن بالمخطط فسارعت بالهجوم وقاتلت عدة خلايا بتنغير وكًلميمة وإيملشيل، عرفت وفاة عدة مقاتلين والقبض على المئات.

## ما بعد الأحداث
بعد فشل الأحداث ووفاة عدد من المشاركين فيها تم القبض على عدد كبير من المناضلين و المواطنين الأبرياء و توسغت دائرة الاعتقالات لتشمل حتى النساء. أصدرت محكمة القنيطرة 16 حكما بالإعدام و15 حكمًا مؤبدًا إضافة إلى ما يناهز 50 أحكاما مختلفة. تم كذلك اختطاف أعضاء من عائلات بعض الناشطين كزوجاتهم وتعذيبهم من أجل الاعتراف بأماكن تواجد أزواجهن.